# ROSA
ROSA е семейство GNU/Linux дистрибуции, създадени и поддържани от руската компания ООО «НТЦ ИТ РОСА».
Операционните системи предлагат широка функционалност и са разработени версии както за домашна, така и за професионална (фирмена) употреба. Портфолиото на компанията включва следните продукти:
- ROSA Fresh – операционна система с отворен код;
- ROSA Barium – жива дистрибуция
- ROSA Cobalt – операционна система за работни станции с разширени функции за сигурност;
- ROSA Chrome – операционна система за корпоративни среди без специални изисквания за информационната сигурност;
- ROSA Cobalt FSTEC – операционна система за работа с поверителни данни, сертифицирана от Федералната служба за технически и експортен контрол;
- ROSA Mobile – операционна система за мобилни устройства.

ROSA Fresh предлага избор измежду три графични среди – KDE Plasma 5, GNOME и LXQt. Има интуитивен интерфейс и предоставя широк набор от предварително инсталиран приложен софтуер, включително офис приложения, графични редактори, инструменти за управление на системата и други. Предоставя възможност за работа без необходимост от използване на терминала.